# Erdmann von Reitzenstein
Erdmann Karl Erasmus Friedrich Freiherr von Reitzenstein (* 30. August 1844 in Ober-Salzbrunn, Landkreis Waldenburg, Provinz Schlesien; † 28. Juni 1922) war ein preußischer Generalleutnant und Mitglied des Preußischen Abgeordnetenhauses.

## Leben

### Herkunft
Erdmann entstammte der Linie Schönberg der Adelsfamilie von Reitzenstein. Er war der Sohn des Karl von Reitzenstein (1804–1846) und dessen Ehefrau Adelheid, geborene von Brandenstein (1817–1886).

### Karriere
Reitzenstein absolvierte eine Offizierslaufbahn in der Preußischen Armee, nahm 1870/71 am Krieg gegen Frankreich teil und wurde mit dem Eisernen Kreuz II. Klasse ausgezeichnet. Im weiteren Verlauf seiner Militärkarriere war er vom 16. Februar 1892 bis zum 26. Juli 1894 Kommandeur des Garde-Fußartillerie-Regiments und erhielt anschließend das Kommando über die 2. Fußartillerie-Brigade. Mit seiner Beförderung zum Generalleutnant wurde Reitzenstein am 9. Juli 1900 zum Inspekteur der 1. Fußartillerie-Inspektion ernannt und fungierte zugleich auch als Inspekteur der Vereinigten Artillerie- und Ingenieurschule. Am 12. September 1902 stellte man ihn mit der gesetzlichen Pension zur Disposition.
Nach seiner Verabschiedung bewirtschaftete er sein Rittergut Niederweistritz und war für den Wahlkreis Striegau, Stadt- und Landkreis Schweidnitz Mitglied des Abgeordnetenhauses.
Er war Rechtsritter des Johanniterordens und Inhaber des Kronenordens I. Klasse sowie des Roten Adlerordens II. Klasse mit Stern und Eichenlaub.

### Familie
Reitzenstein hatte sich am 16. Oktober 1872 in Breslau mit Phyllis Freiin von Reitzenstein (* 1852) verheiratet. Aus der Ehe ging der Sohn Friedrich-Erdmann (* 1877) hervor, der 1904 Erna Freiin von Buddenbrock heiratete.